# Zbigniew Zapert
Zbigniew Waldemar Zapert (ur. 31 października 1930 w Warszawie, zm. 21 grudnia 2023 tamże) – polski dziennikarz, autor tekstów piosenek, radiowiec. Wieloletni współpracownik Expressu Wieczornego.

## Życiorys
Absolwent Wydziału Prawa Uniwersytetu Warszawskiego (1954). Już w 1950 roku rozpoczął współpracę z redakcją Expressu Wieczornego z którą związany był przez ponad czterdzieści lat (przez kilka lat był także kierownikiem redakcji tegoż czasopisma). Przed przejściem na emeryturę, przez ostatnie trzy lata pracował w dziale łączności Expressu z czytelnikami, skąd odszedł w 1990 roku. Autor tekstów piosenek m.in.: Jadwigi Prolińskiej, Marii Koterbskiej, Reny Rolskiej, Hanny Rek, Nataszy Zylskiej, Ireny Santor, Haliny Kunickiej, Sławy Przybylskiej, Violetty Villas, Heleny Majdaniec, Haliny Frąckowiak (Grupa ABC), Urszuli Dudziak, Eleni, duetu Danuta Rinn i Bogdan Czyżewski, Filipinek, Amazonek, Trubadurów, Mieczysława Fogga, Janusza Gniatkowskiego, Jerzego Połomskiego, Tadeusza Woźniakowskiego, Bohdana Łazuki, Henryka Fabiana czy Waldemara Koconia. W latach 90. współpracował z Polskim Radiem i Radiem dla Ciebie, a także z Naszym Dziennikiem. Jego syn Tomasz Zapert również jest dziennikarzem, który współpracuje m.in. z Do Rzeczy, Polskim Radiem 24 i z radiową Trójką. Zmarł 21 grudnia 2023 roku w Warszawie. Pochowany na cmentarzu Bródnowskim tamże (kwatera 95B-1-22).

## Wybrane teksty piosenek[2]
Debiutował jako autor tekstów piosenek na początku lat 50. wraz ze Zbigniewem Kaszkurem, Piosenką dla nieznajomej, wykonywaną przez Jerzego Połomskiego. Później współpracował m.in. z Januszem Kondratowiczem, Mieczysławem Martulą, Andrzejem Tylczyńskim i Zenonem Wawrzyniakiem.
- „A panna Mania lubi inaczej” (muz. Artur Żalski – współautor tekstu: Zenon Wawrzyniak) - wyk. Bogumił Kłodkowski
- „A tu jeszcze tyle dni” (muz. Jan Czekalla – współautor tekstu: Zbigniew Kaszkur) – wyk. Tadeusz Woźniakowski
- „A w Zakopanym sypie śnieg” (muz. Romuald Żyliński – współautor tekstu: Andrzej Tylczyński) – wyk. Rena Rolska
- „Augustowskie noce” (muz. Franciszka Leszczyńska – współautor tekstu: Andrzej Tylczyński) – wyk. Maria Koterbska, jak i Hanna Rek
- „Babunia z portretu” (muz. Jan Janikowski – współautor tekstu: Zenon Wawrzyniak) – wyk. Filipinki
- „Baja” (muz. Władysław Pawelec – współautor tekstu: Zbigniew Kaszkur) – wyk. Katarzyna Bovery
- „Błękitny kwiat” (muz. Romeo, Perfetti – współautor tekstu: Zbigniew Kaszkur) – wyk. Janusz Gniatkowski
- „Boję się twojej miłości” (muz. Edward Czerny – współautor tekstu: Janusz Kondratowicz) – wyk. Krystyna Konarska, jaki Irena Santor
- „Choć czasem trudno” (muz. Emil Sojka – współautor tekstu: Zbigniew Kaszkur) – wyk. Tadeusz Woźniakowski
- „Chociaż raz powiedz nie” (muz. Marek Sart – współautor tekstu: Zbigniew Kaszkur) - wyk. Natasza Zylska
- „Cisza” (muz. Nini Rosso – współautor tekstu: Zbigniew Kaszkur) – wyk. Mieczysław Fogg
- „Co niesie nam czas” (muz. Andrzej Januszko – współautor tekstu: Zbigniew Kaszkur) – wyk. Maria Dąbrowska
- „Dobry wieczór, proszę pani” (muz. Zygmunt Karasiński – współautor tekstu: Zbigniew Kuraś) – wyk. Jerzy Połomski
- „Domek z bajki” (muz. Jan Czekalla – współautor tekstu: Zbigniew Kaszkur) – wyk. Waldemar Kocoń
- „Drabiniasty wóz” (muz. Andrzej Januszko, Zbigniew Rymarz – współautor tekstu: Zbigniew Kaszkur) – wyk. Maria Koterbska
- „Idę sam” (muz. Jan Czekalla – współautor tekstu: Zbigniew Kaszkur) – wyk. Jerzy Połomski
- „Ja chcę się podobać” (muz. Jan Czekalla – współautor tekstu: Zbigniew Kaszkur) – wyk. Urszula Dudziak
- „Ja mam to już za sobą” (muz. Stefan Rembowski – współautor tekstu: Zbigniew Kaszkur) – wyk. Mieczysław Fogg
- „Jeden uśmiech” (muz. Zygmunt Karasiński – współautor tekstu: Zbigniew Kaszkur) – wyk. Janusz Gniatkowski
- „Kiedy miłość odchodzi” (muz. Jacek Szczygieł – współautor tekstu: Mieczysław Martula) – wyk. Jerzy Połomski
- „Kulinarny surf” (muz. Piotr Figiel – współautor tekstu: Zbigniew Adrjański) – wyk. Helena Majdaniec
- „Liczę dni” (muz. Andrzej Januszko) – wyk. Maria Dąbrowska
- „Lubię cię” (muz. Tadeusz Mróz) – wyk. Henryk Fabian
- „Śniły mi się lwy” (muz. Artur Żalski – współautor tekstu: Zenon Wawrzyniak) – wyk. Bogumił Kłodkowski
- „Marzenia dziewcząt” (muz. Edward Czerny – współautor tekstu: Zbigniew Kaszkur) – wyk. Irena Santor
- „Mexicana” (muz. Władysław Pawelec – współautor tekstu: Zbigniew Kaszkur) – wyk. Jadwiga Prolińska
- „Miałeś wtedy słomkowy kapelusz” (muz. Władysław Szpilman – współautor tekstu: Zbigniew Kaszkur) – wyk. Maria Koterbska
- „Miasteczko ze snów” (muz. Piotr Leśnica, właśc. Stanisław Gajdeczka) – wyk. Sława Przybylska
- „Miłość nigdy nie wraca” (muz. Jacek Szczygieł – współautor tekstu: Mieczysław Martula) – wyk. Jerzy Połomski
- „Miłość przeszła obok nas” (muz. Jan Czekalla – współautor tekstu: Zenon Wawrzyniak) – wyk. Irena Santor
- „Może już dziś” (muz. Jan Czekalla – współautor tekstu: Zbigniew Kaszkur) – wyk. Jerzy Połomski
- „Może to dzisiaj nie modne” (muz. Jan Czekalla – współautor tekstu: Leon Janowicz, właśc. Zenon Wawrzyniak) – wyk. Mieczysław Fogg
- „Nad Czarną Hańczą” (muz. Marian Radzik – współautor tekstu: Zbigniew Kaszkur) – wyk. Rena Rolska
- „Najlepszy wędkarz” (muz. Bogusław Klimczuk – współautor tekstu: Zbigniew Kaszkur) – wyk. Kwartet Warszawski
- „Najtrudniejsze są chwile pożegnań” (muz. Henryk Kaszczyc, właśc. Henryk Czyż – współautor tekstu: Andrzej Tylczyński) – wyk. Irena Santor
- „Nasza miłość ma kolor jesieni” (muz. Edward Czerny – współautor tekstu: Andrzej Tylczyński) – wyk. Rena Rolska
- „Nie chcę być sama” (muz. Zygmunt Karasiński – współautor tekstu: Zbigniew Kaszkur) – wyk. Sława Przybylska
- „Nie chcę z tobą się umawiać” (Derwid, właśc. Witold Lutosławski – współautor tekstu: Zbigniew Kaszkur) – wyk. Mieczysław Fogg
- „Nie ma taty, nie ma mamy” (muz. Tadeusz Margot, właśc. Kazimierz Kardynał – współautor tekstu: Zbigniew Kaszkur) – wyk. Trubadurzy
- „Nie mów mi o sobie” (muz. Bogusław Klimczuk) – wyk.
- „Nie oczekuję dziś nikogo” (muz. Derwid, właśc. Witold Lutosławski – współautor tekstu: Zbigniew Kaszkur) – wyk. Rena Rolska
- „Nie pisz do mnie więcej” (muz. Krzysztof Sadowski – współautor tekstu: Zbigniew Adrjański) – wyk. Helena Majdaniec
- „Nie znajdziemy tej samej miłości” (muz. Jerzy Harald – współautor tekstu: Zbigniew Kaszkur) – wyk. Tadeusz Skrzypczak
- „On za mną lata” (muz. Jan Czekalla – współautor tekstu: Zbigniew Kaszkur) – wyk. Helena Majdaniec
- „Paryż śni” (muz. Cole Porter – współautor tekstu: Zbigniew Kaszkur) – wyk. Janusz Gniatkowski
- „”Piosenka dla nieznajomej (muz. Jerzy Harald – współautor tekstu: Zbigniew Kaszkur) – wyk. Jerzy Połomski
- „Piosenka o podrywaczach” (muz. Adam Skorupka – współautor tekstu: Janusz Kondratowicz) – wyk. Bohdan Łazuka
- „Pożegnanie z zabawkami” (muz. Andrzej Korzyński) – wyk. Filipinki
- „Przed nadejściem snu” (muz. Andrzej Januszko – współautor tekstu: Zbigniew Kaszkur) – wyk. Eleni
- „Przyszłaś do mnie jak piosenka” (muz. Piotr Figiel – współautor tekstu: Janusz Kondratowicz) – wyk. Jerzy Połomski
- „Rozśpiewane wojsko” (muz. Andrzej Januszko – współautor tekstu: Zenon Wawrzyniak) – wyk. Feliks Gałecki
- „Rybackie tango” (muz. Aartur Żalski – współautor tekstu: Zbigniew Kaszkur) – wyk. Kwartet Warszawski
- „Siedem dni” (muz. Piotr Leśnica, właśc. Stanisław Gajdeczka – współautor tekstu: Zbigniew Kaszkur) – wyk. Katarzyna Bovery
- „Smutny anioł” (muz. Andrzej Januszko – współautor tekstu: Zenon Wawrzyniak) – wyk. Kapela Gdańska
- „Spotkamy się o piątej” (muz. Antoni Buzuk – współautor tekstu: Zbigniew Kaszkur) – wyk. Leonard Jakubowski
- „Szczęście mieszka w tobie” (muz. Franciszka Leszczyńska – współautor tekstu: Zbigniew Kaszkur) – wyk. Tadeusz Woźniakowski
- „Szczęśliwej drogi kosmonauci” (muz. Janusz Sent – współautor tekstu: Zenon Wawrzyniak) – wyk. Mieczysław Fogg
- „To mnie w nim bierze” (muz. Jan Tomaszewski – współautor tekstu: Zbigniew Kaszkur) – wyk. Halina Kunicka
- „Trzech z Czerniakowskiej” (muz. Tadeusz Margot, właśc. Kazimierz Kardynał – współautor tekstu: Zbigniew Kaszkur) – wyk. Marta Czauderna
- „Trzynaście czerwonych goździków” (muz. Andrzej Januszko – współautor tekstu: Zbigniew Kaszkur) – wyk. Kapela Gdańska
- „Tu zaczyna się świat” (muz. Jan Czekalla – współautor tekstu: Zbigniew Kaszkur) – wyk. Bożena Grabowska
- „Ulice wspomnień” (muz. Zygmunt Karasiński – współautor tekstu: Zbigniew Kaszkur) – wyk. Wiesława Drojecka
- „Un peu demode” (muz. Jan Czekalla – współautor tekstu: Zenon Wawrzyniak) – wyk. Mieczysław Fogg
- „Wakacyjna miłość” (muz. Andrzej Korzyński – współautor tekstu: Zbigniew Kaszkur) – wyk. Amazonki
- „Witamina M” (muz. Jerzy Matuszkiewicz) – wyk. Bogdan Czyżewski
- „Wspomnienie z Sopotu” (muz. Andrzej Korzyński) – wyk. Halina Frąckowiak, Grupa ABC
- „Wszystko na opak” (muz. Stanisław Gajdeczka – współautor tekstu: Zbigniew Kaszkur) – wyk. Regina Bielska
- „Wszystko się liczy od ciebie” (muz. Piotr Leśnica, właśc. Stanisław Gajdeczka – współautor tekstu: Zbigniew Kaszkur) – wyk. Sława Przybylska
- „Zakopiańska przygoda” (muz. Stefan Musiałowski, jak i Romuald Żyliński – współautor tekstu: Andrzej Tylczyński) – wyk. Hanna Rek
- „Zanim do mnie napiszesz” (muz. Edward Czerny – współautor tekstu: Janusz Kondratowicz) – wyk. Krystyna Konarska
- „Zapytaj o to moją mamę” (muz. Edward Czerny – współautor tekstu: Zbigniew Kaszkur) – wyk. Danuta Rinn i Bogdan Czyżewski
- „Ze szczęściem na ty” (muz. Jerzy Matuszkiewicz – współautor tekstu: Jacek Korczakowski) – wyk. Irena Santor
- „Znajdź sobie dziewczynę” (muz. Jan Janikowski) – wyk. Filipinki
- „Znajdziesz mnie wszędzie” (muz. Derwid, właśc. Witold Lutosławski – współautor tekstu: Zbigniew Kaszkur) – wyk. Violetta Villas

## Publikacje[6]
- Dziesięć przebojów z repertuaru Mieczysława Fogga (Znak, 1957)
- 6 piosenek z repertuaru Marty Mirskiej: na fortepian i śpiew (Znak, 1958)
- Co mam zrobić żebyś mogła mnie pokochać: slow-fox (Polskie Wydawnictwo Muzyczne, 1958)
- Mam tremę przed spotkaniem: swing (Polskie Wydawnictwo Muzyczne, 1958)
- Piosenka dla nieznajomej: slow-fox z repertuaru Jerzego Połomskiego (Polskie Wydawnictwo Muzyczne, 1958)
- Piosenka dla nieznajomej: slow-fox z repertuaru Jerzego Połomskiego (Polskie Wydawnictwo Muzyczne, 1958)
- Nie chcę róż: foks-swing (Polskie Wydawnictwo Muzyczne, 1958)
- Ulice wspomnień: slow-fox (Polskie Wydawnictwo Muzyczne, 1959)
- Nie oczekuję dziś nikogo: slow-fox (Polskie Wydawnictwo Muzyczne, 1959)
- Nie oczekuję dziś nikogo: slowfox z repertuaru Reny Rolskiej (Polskie Wydawnictwo Muzyczne, 1959)
- Piosenka dla nieznajomej: slow-fox (Polskie Wydawnictwo Muzyczne, 1959)
- Spotkamy się wieczorem: slow-fox (Polskie Wydawnictwo Muzyczne, 1959)
- Jest taki ktoś: slow-fox (Synkopa, 1960)
- Co mam zrobić, żebyś mogła mnie pokochać?: slow-fox: z repertuaru Janusza Gniatkowskiego (Polskie Wydawnictwo Muzyczne. 1960)
- Miałeś wtedy słomkowy kapelusz: piosenka-tango z repertuaru Marii Koterbskiej (Polskie Wydawnictwo Muzyczne, 1960)
- Miałeś wtedy słomkowy kapelusz: slow-fox (Polskie Wydawnictwo Muzyczne, 1960)
- Nietrudno zerwać kwiat: swing-fox (Polskie Wydawnictwo Muzyczne, 1960)
- Odejdziesz i tak: tango (Polskie Wydawnictwo Muzyczne, 1960)
- Dobry wieczór proszę pani: slow-fox (Wydawnictwa Artystyczne i Filmowe, 1961)
- Baja: samba ; Mexicana: rumba (Wydawnictwa Artystyczne i Filmowe, 1962)
- Najtrudniejsze są chwile pożegnań: medium-bounce (Polskie Wydawnictwo Muzyczne, 1962)
- Odejdziesz i tak: tango 2 (Polskie Wydawnictwo Muzyczne, 1962)
- Z lat dziennych: slow-fox (Polskie Wydawnictwo Muzyczne, 1963)
- Miłość przeszła obok nas: slow-rock (1963)
- Nie chcę byś sama: slowfox (Polskie Wydawnictwo Muzyczne, 1963)
- To przecież nie jest miłość: slow-fox (Wydawnictwa Artystyczne i Filmowe, 1963)
- Ernestyna i ja: samba (Centralna Poradnia Amatorskiego Ruchu Artystycznego, 1964)
- Szczęście w nieszczęściu: twist (Centralna Poradnia Amatorskiego Ruchu Artystycznego, 1964)
- Osiemnaście lat (Centralna Poradnia Amatorskiego Ruchu Artystycznego, 1965)
- Baja: samba; Mexicana: rumba 1 (Wydawnictwa Artystyczne i Filmowe, 1966)
- Ja nie lubię tłoku: swing (1966)
- Taka babka (Polskie Wydawnictwo Muzyczne, 1966)
- Co niesie nam czas (Centralna Poradnia Amatorskiego Ruchu Artystycznego, 1967)
- Rysunek na szkle (Wydawnictwo Muzyczne Agencji Autorskiej, 1977)
- Dłonie nie kłamią (Wydawnictwo Muzyczne Agencji Autorskiej, 1977)
- Jak dobrze żyć (Wydawnictwo Muzyczne Agencji Autorskiej, 1977)
- Czarne oczy Tatiany z Charkowa (Wydawnictwo Muzyczne Agencji Autorskiej, 1978)
- Tylko dwoje jest nas (Wydawnictwo Muzyczne Agencji Autorskiej, 1980)